# 旗帜报 (奥地利)
《旗帜报》（德語發音：[deːɐ̯ ˈstandaʁt]），又译《标准报》，是奥地利維也納的德语日报。

## 简介
《旗帜报》由奥斯卡·布龙纳创立，最初是一份财经报刊，首发于1988年10月19日。
该报的一般编辑立场是社会自由主义或左翼自由主义，其大多数定期专栏作家也倾向于这一立场，不过客座作家的政治立场各异。